# Гляделов, Александр Всеволодович
Гляде́лов Алекса́ндр Все́володович (30 июля 1956, Легница, Польша) — украинский фотограф-документалист, фотожурналист. Освещал военные конфликты в Молдове, Нагорном Карабахе, Чечне, Кыргызстане, Сомали, Южном Судане и Украине. Был дважды ранен в Молдове и на Донбассе под Илловайском. С 1997 года и по сей день активно сотрудничает с международной гуманитарной организацией «Врачи без границ» (Medecins Sans Frontieres) и участвует в проектах в качестве фотографа. Фотографии Гляделова регулярно используют такие международные организации, как MSF, HRW, The Global Fund, UNAIDS, UNICEF. Освещает важные проблемы в обществе, такие как — военные конфликты, гуманитарные кризисы, беспризорные дети, тюрьмы, эпидемии ВИЧ/СПИД, туберкулеза и гепатита С, наркомания. Автор более 40 персональных выставок и 3 книг. Был членом жюри фотоконкурсов «Фотограф Года 2012», Конкурс украинской военной фотографии (2016), DOCUDAYS.UA-2017, фотопремии «ОККО» . Преподаватель в украинских фото-школах «Школа фотографии Виктора Марущенко» и «Bird in Flight». Сознательно фотографирует аналоговой камерой на черно-белую пленку и сам печатает свои фотографии в домашней фотолаборатории в Киеве. Лауреат Шевченковской премии 2020 года за фотопроект «Карусель».

## Биография
Александр Гляделов родился в 1956 году в польском городке Легница в семье офицера Советской армии. В 1974 году переехал с семьёй в Киев, где проживает по настоящее время. Изучал оптику и приборостроение в Киевском Политехническом институте, диплом защищал в 1980 году. В начале 80-х годов служил в рядах советской армии на Полесье, Украина. Сразу после увольнения из армии работал в специализированном конструкторском-техническом бюро Института проблем прочности Академии Наук УССР где разрабатывал проект измерительной системы. По завершении проекта написал заявление об увольнении. Начал фотографировать в 1989 году во время путешествия с друзьями на Памир, с тех пор больше не расставался с фотокамерой и начал самостоятельно изучать фотографию. В 1989—1996 годах работает независимым фотожурналистом. Примерно с конца 80-х годов и до распада Советского Союза был членом Творческого фотографического объединения «Взгляд», вместе с «Взглядом» организовывал выставки документальной фотографии по республикам СССР, также сотрудничал с иностранными изданиями. Позже работает внештатным фотографом в газете «Молодежь Украины». С 1996 года Гляделов сосредоточился на долгосрочных фотодокументальных проектах с представлением своей работы в виде выставок и книг-альбомов. Все это время он параллельно работает над тремя крупными проектами: о беспризорных детях, об эпидемии ВИЧ/СПИД (с 1996 года), пост-советские тюрьмы (с 2001 года). С 1997 года по настоящее время он сотрудничает с международной гуманитарной организацией «Врачи без границ» (Medecins Sans Frontieres) в качестве фотографа. С 1997 года регулярно проводит персональные и групповые фотовыставки.

## Характеристика творчества
Гляделова можно считать социальным фотографом, большинство героев его снимков наименее социально защищенные слои населения — беспризорные и брошенные дети, больные туберкулезом, гепатитом и ВИЧ/СПИД, узники тюрем, жертвы войн и социального насилия. В интервью DW Гляделов себя называет эмоциональным фотографом. Гляделов помнит всех своих героев фотографий по именам, даты когда сделано фото, место съемки и часто рассказывает это в своих интервью и презентациях. В интервью для Громадского. ТВ Гляделов заявил, что он не считает себя военным фотографом, хотя часть его работ посвящена войнам и конфликтам в Африке, Молдове, Нагорном Карабахе, Чечне, украинского Майдана, войны на Донбассе. Постоянно использует в своей работе аналоговую камеру LEICA M6 с ручным наведением фокуса, механическим взводом затвора и без функции «серийная съемка». Почти всегда сознательно фотографирует на черно-белую пленку 35 мм. Редко работает с цветными пленками, обычно только тогда, когда этого требует заказчик. Гляделов из тех фотографов, кто самостоятельно контролирует весь процесс создания фотоснимка — сам отбирает кадры, проявляет и печатает свои фотографии, для этого одна из комнат переоборудована под фотолабораторию. В книге «Ukraine.The Best» так характеризуют роботу Гляделова(перевод с украинского):
Он сочувствует этому миру, передает сообщение от тех, у кого нет голоса, на кого общество предпочитает не обращать внимания. Снимает Гляделов бездомных детей, сражающихся за пакет с клеем, или наркоманов в одесском районе «Палермо», или зэков, больных туберкулезом, или активистов Майдана, или бойцов в зоне АТО - его видение всегда точное и искреннее. Поэтому это не репортаж и не публицистика, а скорее то, что можно было бы назвать психологическим портретом. Персонажи Гляделова - более чем мятежники или изгои, солдаты или пациенты. Не манипулируя ни реальностью, ни зрителем, он точно передает рисунок судеб своих героев, ритм их ежедневного восхождения над бездонным отчаянием. Высокое сочувствие, сконцентрировано в этих фотографиях, доступное лишь немногим талантам - и это то, чего остро не хватает большей части человечества.

## Награды
- Гран-При Укрпрессфото-97 за серию снимков «Брошенные дети»;
- Приз Hasselblad на конкурсе европейской фотографии в Вевей, Швейцария, Images’98;
- Mother Jones 2001 Medal of Excellence Международного фонда документальной фотографии в Сан-Фрациско, США;
- «Moving Walls 2002» Института Открытого Общества (OSI) в Нью-Йорке, США.
- Орден «За заслуги» ІІІ степени (2024)[28]

## Выставки
Персональные фотовыставки
- 1997 — «Лишние», Выставочный комплекс «Украинский Дом», Киев.
- 1998 — Выставка «Лишние» была показана в десяти региональных центров Украины.
- 2000 — «Лишние», UAB — Университет Алабамы, Бирмингем, Алабама, США.
- 2001 — «Без Родины», овальный холл газеты «Известия», Москва, Россия; «СПИД в Украине», зал заседаний ООН, Нью-Йорк, США; «Без маски», Музей изобразительных искусств, Кемерово, Россия; «Лишние», Замок, галерея «Pf», Познань, Польша.
- 2002 — «В поисках утраченного», Музей Красного Креста, Женева, Швейцария.
- 2003 — «Наркотики, СПИД и жизнь», галерея «Prospekto», Вильнюс, Литва; «Лишние», «Vilnius photo-gallery», Вильнюс, Литва.
- 2004 — «Человек и тюрьма», Palfyho Palace, Братислава, Словакия; «Лишние», «Наркотики и СПИД», «Заключенные», «Stara Galeria» ZPAF, Королевский Замок, Варшава, Польша.
- 2006 — «Мама Africa», галерея «Дом Николая», Киев;[29] «Сомали: забытый гуманитарный кризис», кинофестиваль в Локарно, Университет города Женева, Швейцария;
- 2008 — «Туберкулез за решеткой», Национальный музей изобразительного искусства, Бишкек, Кыргызстан.[6]
- 2009 — «Человек и тюрьма», Музей истории фотографии, Санкт-Петербург, Россия; «Вдох-выдох» Национальный музей изобразительного искусства, Бишкек, Кыргызстан; «The Prison Within» Лиссабон, Португалия, галерея «Pente 10»; «Небо без ангелов», Киев, «Я-галерея»[30]; «Beyond the road» Мбабане, Свазиленд; «Кавказский портфолио» Львов, галерея «Дзига»; «ВИЧ/СПИД» Тирасполь, Кишинев, Молдова; «Туберкулез» Тирасполь, Кишинев, Молдова.[5]
- 2010 — «Люди с ВИЧ и туберкулезом в Центральной Азии» Алма-Ата, Казахстан, Национальный музей.
- 2011 — «Лишние» Омск, Российская Федерация, галерея «Куб».
- 2012 — «Видение» Братислава, Словакия, галерея «Aircraft»; «+ Женщина = Жизнь» Алушта, Киев, Киево-Могилянская академия, Украина; «+ Женщина = Жизнь» Вашингтон, США;
- 2013 — «+ Женщина = Жизнь» в помещении Черниговского национального педагогического университета им. Т. Г. Шевченко, Чернигов[31]; «Неволя» в Национальном музее-мемориале жертв оккупационных режимов «Тюрьма на Лонцкого», Львов, Украина[32]; «Летаргия» галерея «Дзига», Украина[33]
- 2014 — «Лишние» Омск, Российская Федерация, Музей современного искусства и дизайна ОГИС[34]
- 2015 — «Слышишь, брат?» В рамках XII Странствующего фестиваля документального кино о правах человека Docudays UA, 23 области Украины.[35]
- 2016 — «DETOX (Ресентимент)» — выставка иллюстраций к книге Сибе Шаапа «DETOX: Диалоги с философом: ресентимент и политика», EDUCATORIUM, Киев[36]
- 2016 — «Слышишь, брат?» Espace Jour et Nuit Culture, Париж, Франция[37]
- 2018 — «Жизнь, смерть, любовь и другие необратимые обстоятельства» галерея «Alles Mögliche» Берлин, Германия;[38] «Причал» галерея «Дукат», Киев[39]
- 2019 — «Судьба» галерея «Stara Galeria» ZPAF, Королевский Замок, Варшава, Польша.[40]
- 2019 — «Карусель» галерея Маяк, Киев[41]

Групповые фотовыставки
- 1998 — Современная украинская фотография, Словакия, Братислава.
- 1999 — «Ten years after», Пражский Град, Прага, Чехия.
- 2000 — Выставка современного искусства, Центральный Дом Художника, Киев.
- 2001 — Выставка победителей конкурса «Mother Jones Grant 2001», Международного Фонда Документальной Фотографии, «Friends of photography house», Сан-Франциско, США.
- 2002 — «Refugees», «Gallerian», Стокгольм, Швеция; «Pandemic: facing AIDS», Музей Современного Искусства (MACBA), Барселона, Испания; «Moving walls 2002», Институт Открытого Общества (OSI), Нью-Йорк, США.
- 2003 — «Чернобыль», фестиваль DONUMENTA, Регенсбург, Германия[42]; «Youth enduring: a will to survive», «The Fifty Crows Gallery», Сан-Франциско, США; «Invasio», Центральный Дом Художника, Киев.
- 2004 — «Да!», Украинская Институт, Нью-Йорк, США; «Do not look away», UIMA, Чикаго, США.
- 2006 — «Moving walls: a documentary photography exhibition», передвижная выставка 7-ми фотографов, отобранных из более чем 60-ти участников проекта «Moving Walls» за все время его существования, организованная Институтом Открытого Общества (OSI), «Al Riwaq Art Gallery», Бахрейн[43].
- 2010 — «СТОРОНА Б»/ «B-SIDE» в Центре современного искусства «Винзавод» Москва, Россия[44]
- 2012 — «Война крадет детство» «Mironova Gallery», Киев[45]
- 2013 — «+Женщина = Жизнь» Художественный музей Кировоград, Украина[46]
- 2019 — «День памяти защитников Украины» на Михайловской площади, Киев[47]
- 2020 — «Карусель» Музей кино Довженко-Центр, Киев[48]

## Книги
- «Здесь и сейчас», издательство «Бланк-Пресс», Киев, 2000[49]
- «Pandemic: Facing AIDS» («Пандемия: столкновение со СПИДом»), международный фотопроект, издательство «Umbrage Editions», Нью-Йорк, США, 2003;[50]
- «Интервью с Надеждой», «Бланк-Пресс», Киев, 2006[51]
- «The Prison Within», Pente 10, 2009[52][53]

## Документальные фильмы
- Серия «Derriere la page: Enfants des rues d'Ukraine» ( «Последняя страница: Уличные дети Украины»), Coup d'oeil/Arte, Metropolis, 7 мин., Париж, 2000 г. на YouTube (фр.)
- «Слышишь, брат?» Документальный фильм созданный к одноименной выставке в рамках фестиваля Docudays UA, 2015 на YouTube